# 李圭會
李圭會（韓語：이규회，1970年1月30日—），另譯作李奎會、李圭熙，韓國男演員。

## 簡歷
李圭會於1989年通過舞台劇《馬克白》出道，之後又出演了《在碼頭》、《不要太驚訝》、《阿里郎》、《青春禮讚》、《在那棟別墅裡，我們》等多部話劇舞臺，以實力派演員的名聲站穩話劇界。
2021年首次參演電視劇《怪物》被大眾熟知，之後在《迷網追兇》、《野豬狩獵》、《財閥家的小兒子》等多部作品亦擔任重要配角。

## 個人生活
2019年10月，與劇團後輩演員李鳳輦結婚。

## 演出作品

### 劇集
- 2021年：JTBC《怪物》飾演 姜振墨[3]
- 2022年：MBC《Tracer》飾演 李基東
- 2022年：Disney+《迷網追兇》飾演 韓偉漢
- 2022年：tvN《Link：盡情吃，用力愛》飾演 韓義燦
- 2022年：MBC《野豬狩獵》飾演 真國[4]
- 2022年：MBC《財閥家的小兒子》飾演 尹炫優的父親[5]
- 2023年：KBS2《偶然遇見的你》飾演 白熙燮（2021年）[6]
- 2023年：JTBC《壞媽媽》飾演 方滲識工作賭場的老闆（特别出演）
- 2023年：SBS《惡鬼》飾演 金致遠[7]
- 2023年：Netflix《D.P：逃兵追緝令2》饰演 杨斗宽
- 2023年：Netflix《精神病房也會迎來清晨》飾演 金書元的父親
- 2024年：tvN《魅惑之人》飾演 朴慒奐
- 2024年：tvN《The Auditors監察》飾演 申車日的父親（特別出演）
- 2024年：SBS《來自地獄的法官》飾演 羅永進
- 2024年：Netflix《魷魚遊戲2》飾演 #353
- 2025年：Netflix《苦盡柑來遇見你》飾演 朴金明
- 2025年：KBS 2《我奪走了公爵的初夜》飾演 德聲君
- 2025年：Netflix《魷魚遊戲3》飾演 #353

### 電影
- 2007年：《小狐狸（朝鲜语：새끼여우）》飾演 朴鍾模
- 2009年：《馬鈴薯交響曲（朝鲜语：감자 심포니）》飾演 伯夷
- 2012年：《神偷大劫案》飾演 地下金庫管理員
- 2014年：《又到那種程度（朝鲜语：뭘 또 그렇게까지）》飾演 宋教授
- 2014年：《愛在聖塔芭芭拉（朝鲜语：산타바바라）》飾演 永樂
- 2015年：《人生不過是一場幻夢（朝鲜语：어떤이의 꿈）》飾演 代表
- 2016年：《如何與貓告別（朝鲜语：어떻게 헤어질까）》飾演 金作家貓贊滿的靈魂擬人
- 2017年：《失蹤2（朝鲜语：실종2）》飾演 張庇里
- 2018年：《Guest House（朝鲜语：게스트하우스）》飾演 導演
- 2018年：《Deep（朝鲜语：딥）》飾演 醫生
- 2018年：《舊愛來作客（朝鲜语：늦여름）》飾演 國防部長
- 2019年：《各自的美食（朝鲜语：각자의 미식）》飾演 圭會
- 2023年：《勇敢的市民》饰演 教务主任
- 待定：《焦点》饰演 光明[8]

### 舞臺劇
- 1989年：《馬克白》
- 2001年：《請給我愛》
- 2003年：《瘋子，度過有意義的一天》
- 2005年：《在碼頭》飾演 圭會
- 2009年：《不要太驚訝》飾演 公公
- 2010年：《阿里郎》飾演 萬福
- 2011年：《十二人》飾演 七號
- 2012年：《全明哲評戰》飾演 吉植
- 2013年：《青春禮讚》飾演 父親
- 2014年：《在那棟別墅裡，我們》為劇本作家及導演

## 獎項榮譽
- 2004年：導演workshop最佳男演員獎[9]

## 外部連結
- 李圭會在NAVER上的资料
- 李圭會在Daum上的资料